# ミルフォード男爵
ミルフォード男爵（ミルフォードだんしゃく、英: Baron Milford）は、イギリスの貴族爵位。アイルランド貴族で1度、連合王国貴族で2度創設され、連合王国貴族における2度目の創設が存続している。

## 歴史
第7代準男爵サー・リチャード・フィリップス(1744–1823)はペンブルックシャー出身の政治家でグレートブリテン庶民院（のち連合王国庶民院）議員を務めた人物であり、1776年7月22日にアイルランド貴族であるミルフォード男爵に叙された。爵位名はペンブルックシャーのミルフォード・ヘイヴンに由来し、アイルランドとは無関係である。彼は叙爵以降も30年以上庶民院議員を務めたが、妻との間で息子がおらず、爵位は1代で廃絶した。一方で準男爵位は遠戚ローランド・ヘンリー・フィリップス＝ローアーン＝フィリップス(1788–1832)が継承した。
ミルフォード男爵の遺産を相続したリチャード・バークリー・フィリップス・グラント(1801–1857)は4代準男爵の三男バークリーの娘マリア・フィリッパ・アーテミシアの娘マリアの息子であり、ミルフォード男爵の遠戚にあたる。彼も連合王国庶民院議員を務めた政治家であり、1828年2月13日に準男爵に叙されたのち、1847年9月21日に連合王国貴族であるペンブルックシャーにおけるピクトン城のミルフォード男爵に叙された。しかし彼も息子をもうけず、1857年に死去すると爵位は廃絶した。遺産はミルフォード男爵の母マリアと再婚相手ヘンリー・グウィザー(1794–1872)の間の息子ジェームズ・ヘンリー・アレグザンダー・グウィザー(1815–1875)が相続した。
第12代準男爵サー・ジェームズ・フィリップス(1824–1912)の息子で初代セント・デイヴィッズ子爵ジョン・フィリップス(1860–1938)と初代キルサント男爵オーウェン・フィリップス(1863–1937)の弟であるローレンス・リチャード・フィリップス(1874–1962)は1919年に準男爵に叙されたのち、1939年2月2日に連合王国貴族であるラドノー州ランステファンのミルフォード男爵（Baron Milford, of Llanstephan. co. Radnor）に叙された。2代男爵ウォガン・フィリップス(1902–1993)はスペイン内戦での経験により共産主義に傾倒した結果、1937年にグレートブリテン共産党に加入して、保守党所属の父に勘当されたが、1962年に父が死去すると爵位を継承した。1963年5月に貴族院議員に就任すると、グレートブリテン共産党の史上唯一の貴族院議員となった。2022年時点の当主はその孫にあたる4代男爵ガイ・ウォガン・フィリップス(1961–)である。

## ミルフォード男爵（1776年）
- 初代ミルフォード男爵リチャード・フィリップス（英語版）（1744年 – 1823年）

## ミルフォード男爵（1847年）
- 初代ミルフォード男爵リチャード・バークリー・フィリップス・フィリップス（英語版）（1801年 – 1857年）

## ミルフォード男爵（1939年）
- 初代ミルフォード男爵ローレンス・リチャード・フィリップス（英語版）（1874年 – 1962年）
- 第2代ミルフォード男爵ウォガン・フィリップス（英語版）（1902年 – 1993年）
- 第3代ミルフォード男爵ヒューゴ・ジョン・ローレンス・フィリップス（1929年 – 1999年）
- 第4代ミルフォード男爵ガイ・ウォガン・フィリップス（1961年 – ）

爵位の法定推定相続人は現当主の息子アーチー・シャーウッド・フィリップス閣下（1997年3月12日 – ）であり、その推定相続人は弟ベン・アロヤ・フィリップス閣下（2000年5月26日 – ）である。